# Aphrophora similis
Aphrophora similis är en insektsart som beskrevs av Lethierry 1888. Aphrophora similis ingår i släktet Aphrophora och familjen spottstritar. Inga underarter finns listade i Catalogue of Life.